# 斯特羅卡奇
49°43′26″N 32°52′49″E / 49.72389°N 32.88028°E
斯特羅卡奇（烏克蘭語：Строкачі），是烏克蘭中部的村莊，隸屬波爾塔瓦州的克雷門丘克區。該村距離新卡爾卡伊夫1.5公里，海拔高度83米，2001年人口130。